# Gwiazda Polarna

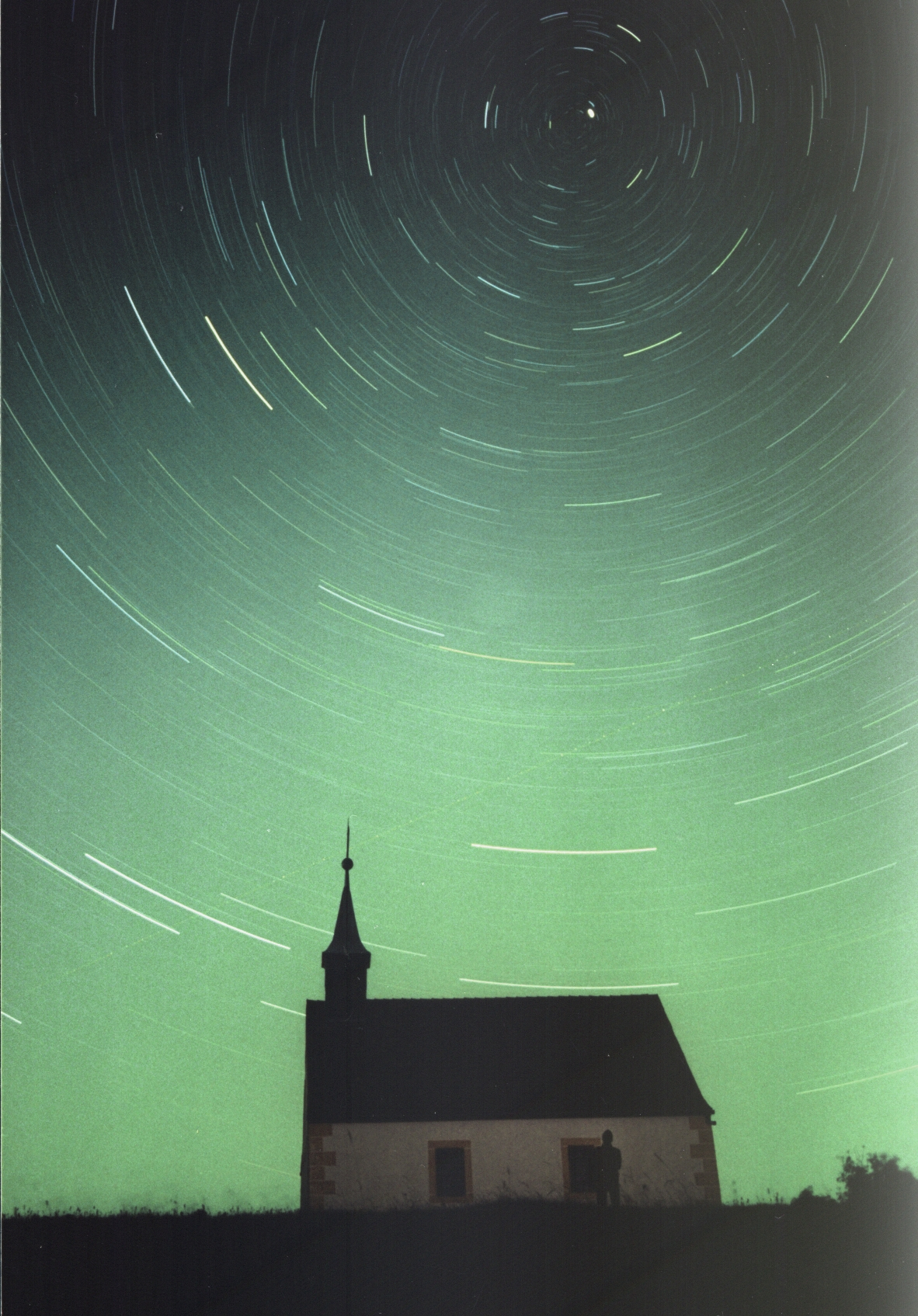
Ślady gwiazd na zdjęciu wykonanym z długim czasem naświetlania otaczają prawie nieruchomą Gwiazdę Polarną

Gwiazda Polarna, Gwiazda Biegunowa – gwiazda widoczna gołym okiem, która jest położona najbliżej bieguna niebieskiego. Termin ten najczęściej jest stosowany w odniesieniu do Polaris, jasnej północnej gwiazdy polarnej Ziemi, ale na ziemskim niebie jest też południowa gwiazda polarna, a inne planety również mają swoje gwiazdy biegunowe.

## Gwiazdy polarne Ziemi
Aktualnie północną Gwiazdą Polarną jest najjaśniejsza gwiazda Małej Niedźwiedzicy (Małego Wozu), Alfa Ursae Minoris (zwana też Polaris). Jest to jasna, ale bynajmniej nie najjaśniejsza gwiazda nieba; ma ona wielkość gwiazdową 2,02m i jest dopiero 48. pod względem jasności wizualnej. Charakterystyczną cechą Gwiazdy Polarnej jest to, że niemal nie zmienia ona położenia w ciągu nocy, podczas gdy inne gwiazdy krążą wokół bieguna (gwiazdy okołobiegunowe), lub wschodzą i zachodzą. Dzięki temu była od wieków wykorzystywana do znajdowania kierunków świata (leży zawsze na północy), w astronawigacji, oraz do wyznaczania szerokości geograficznej.

### Lokalizacja

Schemat pozwalający znaleźć północną Gwiazdę Polarną

Na niebie łatwo można znaleźć Polaris, znajdując najpierw charakterystyczny asteryzm Wielkiego Wozu, a następnie przedłużając linię łączącą dwie gwiazdy w „tylnej części” Wozu, Merak i Dubhe, pięciokrotnie ku północy („w górę” względem wyobrażonej figury Wozu). W znalezieniu Polaris może pomóc także gwiazdozbiór Kasjopei, leżący na niebie dokładnie po przeciwnej stronie bieguna niż Wielki Wóz.

### Zmiany precesyjne

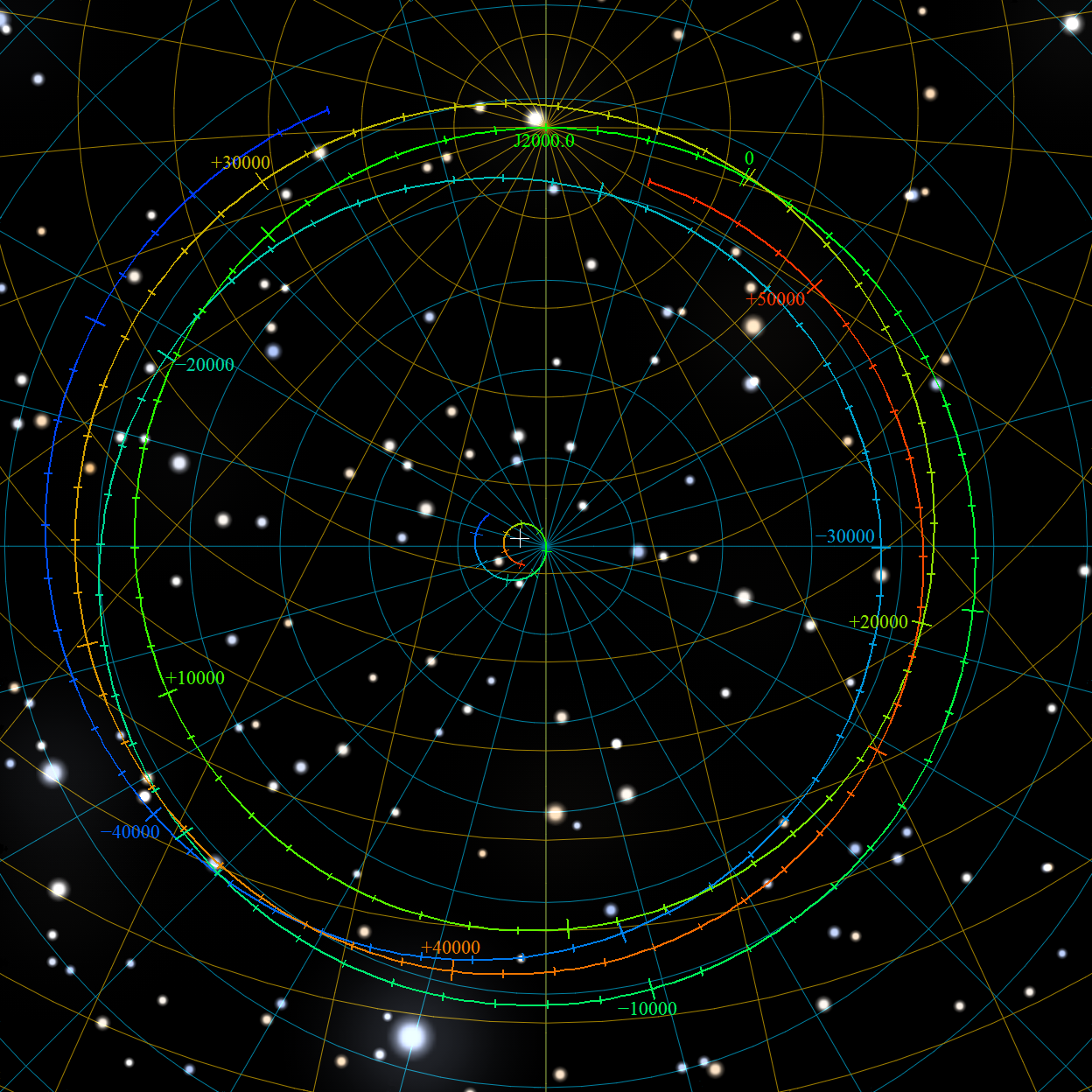
Projekcja ścieżki precesji bieguna północnego na stałym niebo epoki J2000.0 dla przedziału czasowego od 48000 p.n.e. do 52000 n.e.

Na to, która z gwiazd jest obecnie Gwiazdą Polarną, ma wpływ precesja osi ziemskiej. Orientacja osi zmienia się cyklicznie w ciągu tzw. roku platońskiego, trwającego około 26 tysięcy lat.
W 2000 roku Polaris znajdowała się w odległości około 44 minut kątowych od bieguna północnego nieba, lecz powoli zbliża się do niego i najbliżej (w odległości 27,15 minuty łuku, czyli trochę mniej niż średnica kątowa tarczy Księżyca) znajdzie się 24 marca 2100 roku. W przeszłości Gwiazdą Polarną były Kochab (Beta Ursae Minoris, około 400 r. p.n.e.), Thuban z gwiazdozbioru Smoka (około 2600 r. p.n.e.) i Tau Herculis z gwiazdozbioru Herkulesa (około 7400 r. p.n.e.). Ruch ten trwa także obecnie; około roku 3000 Polaris będzie równie odległa od bieguna co Gamma Cephei (Errai w gwiazdozbiorze Cefeusza), która będzie kolejną Gwiazdą Polarną. Następnie Gwiazdami Polarnymi będą kolejno: Alderamin (Alfa Cephei) około roku 7500, Wega (Alfa Lyrae) około roku 14 000 i ponownie Thuban około roku 24 000.

### Południowa gwiazda polarna

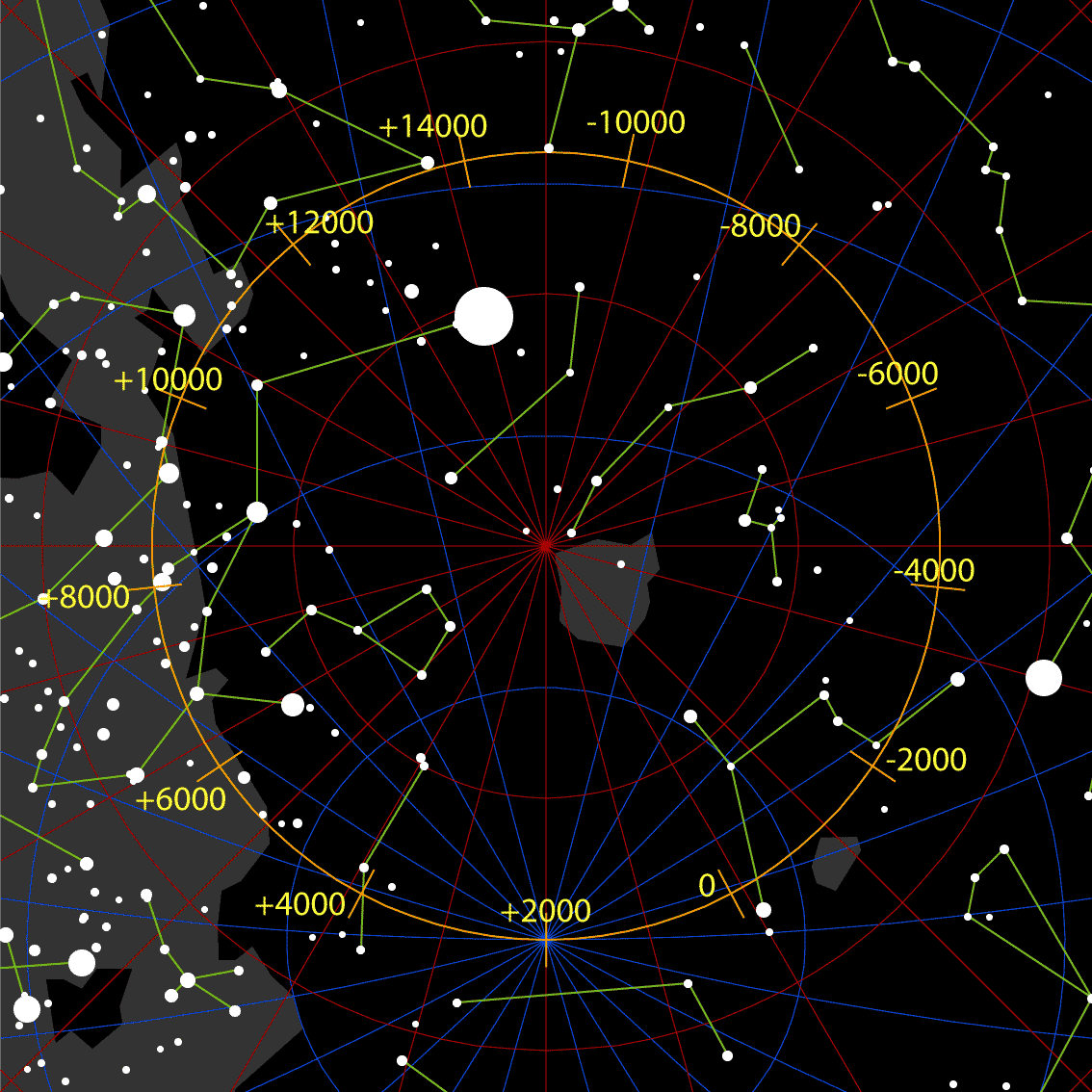
Droga, po której w wyniku precesji przemieszcza się po nieboskłonie południowy biegun niebieski na przestrzeni lat

Obecnie w pobliżu południowego bieguna nieba nie ma żadnej jasnej gwiazdy, która mogłaby być równie charakterystycznym punktem orientacyjnym jak Polaris. Rozpoznawalny gwiazdozbiór Krzyża Południa jest dosyć odległy od bieguna, choć jego dłuższe ramię „celuje” bardzo blisko bieguna. Najbliższą południowego bieguna niebieskiego gwiazdą widoczną gołym okiem jest niepozorna Sigma Octantis. Około 1000 r. p.n.e. południowy biegun nieba znajdował się zaledwie 2° od Małego Obłoku Magellana, później gwiazdą polarną była jasna Beta Hydri, a następnie wszedł w obszar pozbawiony jasnych gwiazd. Za kilka tysięcy lat południowy biegun nieba minie gwiazdę Gamma Chamaeleontis i wejdzie w jasne gwiazdozbiory Kila i Żagla. Za ponad 12 tysięcy lat, gdy północną gwiazdą polarną będzie Wega, południowy biegun niebieski będzie blisko Kanopusa – jednej z najjaśniejszych gwiazd nieba.

## Poza Ziemią

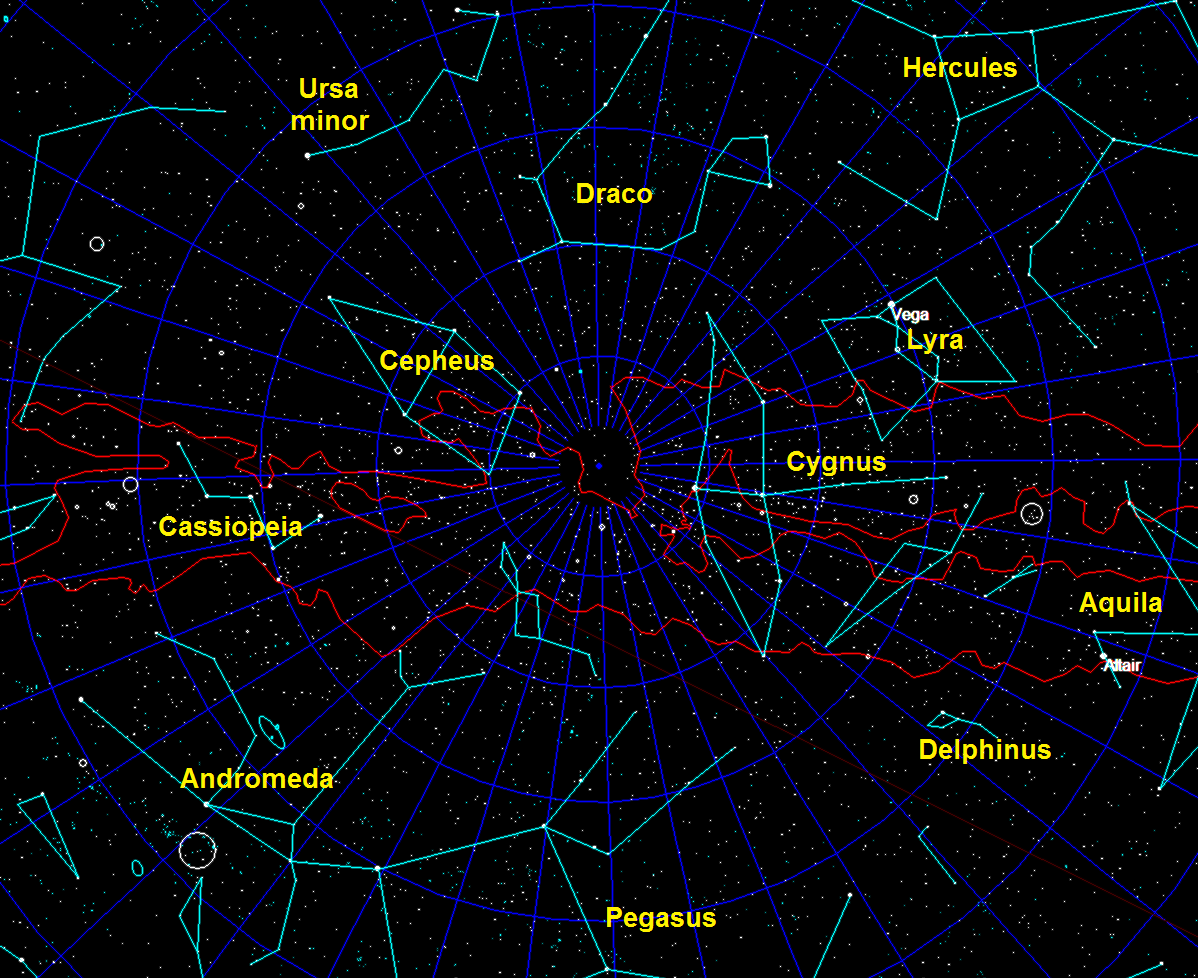
Okolice północnego bieguna nieba widzianego z Marsa

Osie obrotu planet Układu Słonecznego są w większości nachylone pod stosunkowo małymi kątami względem prostopadłej do ekliptyki, więc ich gwiazdy biegunowe leżą w pobliżu bieguna ekliptyki. Jowisz i Wenus mają biegun niebieski najbliżej bieguna ekliptyki i dla nich gwiazdą polarną (odpowiednio północną i południową, gdyż Wenus obraca się wstecz) jest Zeta Draconis; dla Merkurego jest to Omikron Draconis. Saturn ma oś zorientowaną podobnie jak ziemska, jego północny biegun nieba jest w przybliżeniu równo odległy od Polaris i Gamma Cephei. Oś obrotu Marsa jest nachylona pod większym kątem niż ziemska; północny biegun marsjańskiego nieba jest dość blisko jasnej gwiazdy Deneb i będzie się do niej zbliżał przez następne kilkaset lat. Północną gwiazdą polarną Neptuna jest Delta Cygni. Oś obrotu Urana leży blisko płaszczyzny ekliptyki i jego biegun niebieski znajduje się blisko „głowy” Oriona.